# マーク・サリング
マーク・サリング（Mark Salling [ˈsɔːlɪŋ]、1982年8月17日 - 2018年1月30日）はアメリカ合衆国の俳優、歌手である。代表作はFOXのテレビドラマ『glee/グリー』（ノア・"パック"・パッカーマン役）。

## 来歴
テキサス州ダラス出身。高校時代はレスリング部に所属。10代の頃から芸能に興味があり、バーで演奏したり、学校の催しに出演したりしていた。2004年地元のレイク・ハイライト高校を卒業。高校卒業後ロサンゼルスに引越し、ロサンゼルス音楽アカデミーにてギター演奏を学ぶ傍らギター講師としても働いていた。ドラマ『glee/グリー』（2009年〜2015年放送）に出演した。

### 音楽面
ヴォーカル、作詞作曲、プロデュース、ピアノ、ギター、ベース、ドラムとマルチにこなす。以前はJerichoというステージネームの元、ソロ活動を行っており、デビューアルバムSmoke Signalsが2008年2月に発売された。
彼は出演していたドラマ『glee/グリー』でニール・ダイアモンドの"Sweet Caroline"のカバーを歌った。
2010年本人名義のソロアルバムをリリース。ジャズ色の濃いロックアルバムとなっている。

### 児童ポルノ所持による逮捕以降
2013年に元恋人に対する暴力により提訴され、賠償金270万ドルの支払いが命じられた。
2015年12月、児童ポルノ所持の容疑で逮捕された。2016年5月に児童ポルノ所持および児童ポルノを受け取った罪で起訴された。2017年10月には司法取引に応じた
しかし、2017年8月にリストカットによる自殺未遂を起こしていたことが同年10月に報じられた。その後、翌2018年1月30日、カリフォルニア州サンランドの自宅付近の川辺で首を吊って死亡しているのが発見された。35歳没。検視官は、自殺であると報告した。

## ディスコグラフィー

### アルバム
- Smoke Signals（2008年）
- Pipe Dreams （2010年）全米189位

### シングル
| 2009                                             |    |    |    |                           |
| "Sweet Caroline"                                 | 34 | 37 | 22 | Glee: The Music, Volume 1 |
| 2010                                             |    |    |    |                           |
| "Higher Power"                                   | –  | –  | –  | Pipe Dreams               |
| "—" はチャート圏外か、リリースされていないもの。 |    |    |    |                           |

### Glee関連
| 2009                                             |     |    |    |                           |
| "Somebody to Love"                               | 28  | 65 | 33 | Glee: The Music, Volume 1 |
| "It's My Life / Confessions, Pt. II"             | 30  | 22 | 25 | Glee: The Music, Volume 1 |
| "Keep Holding On"                                | 56  | 56 | 58 | Glee: The Music, Volume 1 |
| "Proud Mary"                                     | –   | –  | –  | Glee: The Music, Volume 1 |
| "Lean on Me"                                     | 50  | –  | –  | Glee: The Music, Volume 2 |
| "Imagine"                                        | 67  | –  | 49 | Glee: The Music, Volume 2 |
| "Hair" / "Crazy in Love"                         | –   | –  | –  | Glee: The Music, Volume 2 |
| "Jump (ヴァン・ヘイレン)"                        | 104 | –  | –  | Glee: The Music, Volume 2 |
| "Smile (チャーリン・チャップリン) "              | 102 | –  | –  | Glee: The Music, Volume 2 |
| "You Can't Always Get What You Want"             | –   | –  | –  | Glee: The Music, Volume 2 |
| "My Life Would Suck Without You"                 | 51  | –  | –  | Glee: The Music, Volume 2 |
| "Last Christmas"                                 | 63  | –  | –  | Last Christmas - Single   |
| "—" はチャート圏外か、リリースされていないもの。 |     |    |    |                           |

## 参照
1. 1 2  “「グリー」俳優のM・サリングさん死去 自殺か”.  AFP🔵BB News (2018年1月31日). 2025年1月30日閲覧。
2. ↑  Chen, Eva. “Mark Salling: Naughty by Nature”. Teen Vogue. 2011年2月25日時点のオリジナルよりアーカイブ。2011年1月2日閲覧。
3. ↑  “Mark Salling Bio”.   MarkSallingMusic.com. 2010年8月10日閲覧。
4. ↑  Smoke Signals at Allmusic.com
5. 1 2  “人気海外ドラマ「glee」のマーク・サリング、児童ポルノ所持で逮捕される”.   TVグルーヴ. 2015年12月30日閲覧。
6. ↑  “「glee」パック役マーク・サリング、児童ポルノ所持で起訴される”.   TVグルーヴ. 2018年2月28日閲覧。
7. ↑  “児童ポルノ所持で起訴された「Glee」パック俳優　罪を認め司法取引”.   シネマトゥデイ. 2018年2月28日閲覧。
8. ↑  “「glee」マーク・サリング、児童ポルノ所持で逮捕後に自殺未遂を起こしていた”.   TVグルーヴ (2017年10月17日). 2025年1月30日閲覧。
9. ↑  “'Glee' Actor Mark Salling Dies at 35”.   The Hollywood Reporter (2018年1月30日). 2025年1月30日閲覧。
10. ↑  “「glee」俳優マーク・サリングさん自殺　享年35歳”.  映画.com (2018年1月31日). 2025年1月30日閲覧。

## 外部サイト
- 公式ウェブサイト（英語）
- マーク・サリング - allcinema
- マーク・サリング - KINENOTE
- Mark Salling - IMDb（英語）
- ウィキメディア・コモンズには、マーク・サリングに関するカテゴリがあります。